# Лучинкін Сергій Володимирович
Сергій Володимирович Лучинкін (рос. Сергей Владимирович Лучинкин; 16 жовтня 1976, м. Дмитров, СРСР) — російський хокеїст, правий нападник. 
Виступав за «Динамо» (Москва), «Спартак» (Москва), ЦСКА (Москва), ХК МВД (Твер), «Нафтохімік» (Нижньокамськ), «Лада» (Тольятті), «Хімік» (Воскресенськ), «Керамін» (Мінськ), «Молот-Прикам'є» (Перм), «Шахтар» (Солігорськ).
У складі юніорської збірної Росії учасник чемпіонату Європи 1993.

## Досягнення
- Чемпіон МХЛ (1995), срібний призер (1996).